# František Jemelka
František Jemelka (25. července 1880 Tučín – 5. srpna 1954 Olomouc) byl moravský kněz, prelát, apoštolský protonotář a infulovaný děkan metropolitní kapituly u sv. Václava v Olomouci.

## Život
Narodil se v rodině rolníka Jana Jemelky a Filomény Jemelkové-Trhlíkové. Měl sedm sourozenců: Aloise (1883), Jana (1884), Karla (1886), Marii (1888–1941), Aloisii (1890), Josefa (1894–1894) a Antonína (1896). Bratr PhDr. Alois Jemelka, absolvent Filozofické fakulty Univerzity Karlovy, byl knězem v řádu Tovaryšstva Ježíšova.
František maturoval roku 1900 na přerovském gymnáziu, nyní Gymnázium Jakuba Škody. Knězem se stal 5. července 1904 v Olomouci, vysvěcen byl arcibiskupem Theodorem Kohnem. Působil jako kaplan v Bílovci (Wagstadt), Kujavách (Klantendorf) a ve Valašském Meziříčí (Wallachisch Meseritsch). Roku 1914 byl povolán jako polní kurát do vojenské nemocnice v Terezíně, od roku 1917 vedl duchovní správu ve vojenské barákové nemocnici v Pardubicích.
Po první světové válce se vrátil do Valašského Meziříčí. V roce 1921 byl jmenován sekretářem Apoštolátu sv. Cyrila a Metoděje v Olomouci. Byl redaktorem časopisu Apoštolát sv. Cyrila a Metoděje, a to až do zastavení jeho vydávání v roce 1948. Procestoval celou Evropu, Malou Asii, několikrát navštívil Ameriku. Jeho vzpomínky popisují cesty do míst jako Texas, New Mexico a Yellowstone National Park. Kromě němčiny a angličtiny znal řadu slovanských jazyků a překládal z nich.
Dne 14. prosince 1933 byl instalován arcibiskupem Prečanem sídelním kanovníkem v Olomouci, v roce 1944 jej papež Pius XII. jmenoval apoštolským protonotářem ad instar participantium (Msgre.) Cyrilometodějská bohoslovecká fakulta v Olomouci jej v roce 1947 jmenovala čestným doktorem teologie – dr. h. c., v roce 1948 byl benedikován na preláta, arcibiskup Matocha jej instaloval v roce 1951 na infulovaného děkana metropolitní kapituly u sv. Václava v Olomouci (1951–1954).
Jeho posledním úkolem bylo sbírání podkladů pro kanonizaci arcibiskupa A. Stojana.
Pohřební obřad v Pavlovicích vykonal jeho bratr Antonín Jemelka, toho času farář v Laškově. V Římě bylo vzpomenuto jeho významné práce pro církev smuteční tryznou[zdroj⁠?!], na níž promluvil děkan kardinálského kolegia Eugène Tisserant.